# Mikulůvka
Mikulůvka (in tedesco Mikulowka) è un comune della Repubblica Ceca facente parte del distretto di Vsetín, nella regione di Zlín.